# Vöckelsberg
Vöckelsberg oder Am Vöckelsberg ist ein Stadtviertel von Eschweiler in der Städteregion Aachen. Er wird von der nördlichen Innenstadt, der A 4, der bewaldeten Bergehalde „Auf der Kippe“ (169,2 m ü. NN) und Eschweiler-Ost begrenzt. An seinem nördlichen Ende befindet sich die bewaldete Anhöhe namens Vöckelsberg mit Bolzplatz und Schutzhütte.

## Geschichte
In den 1950er und 1960er Jahren wurde mit der Bebauung begonnen, vornehmlich durch Vertriebene aus den ehemaligen ostdeutschen Gebieten. Entsprechend wählte der damalige Stadtrat am 28. Juni 1962 für das Viertel die Straßennamen „Allensteiner Straße“, „Danziger Straße“, „Elbinger Straße“, „Königsberger Straße“, „Marienburger Straße“, „Stettiner Straße“, „Tilsiter Straße“, aber auch „Stralsunder Straße“ (Stralsund gehörte damals zur DDR).
Entlang des Viertels verläuft die Straße „An Wardenslinde“. Vor der ehemaligen Stadtmauer Alt-Eschweilers stand 1790 eine Kapelle unter einer Linde, bei der sich Reisende und Händler zum Gebet sammelten.

## Verkehr

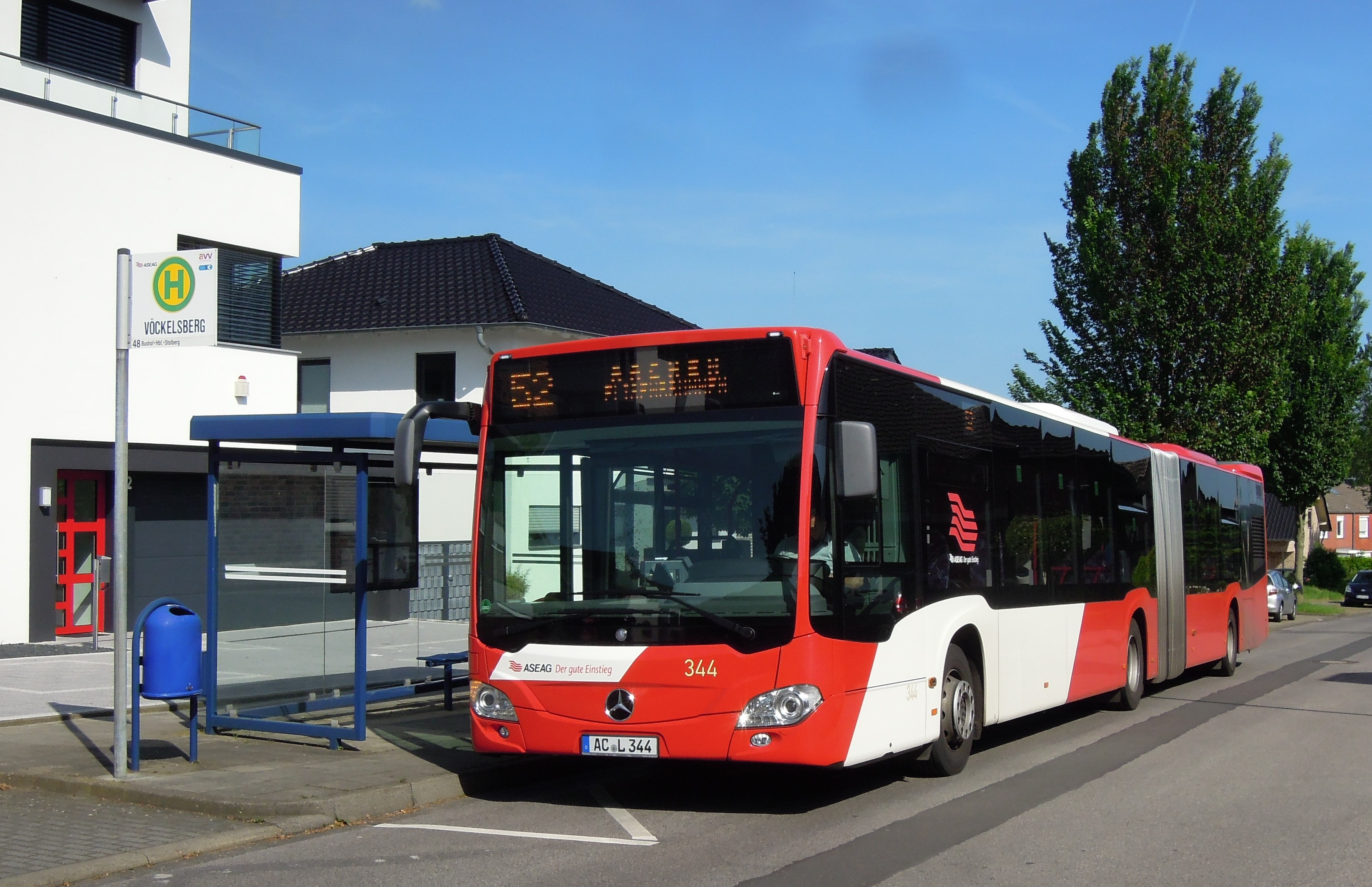
Mercedes-Benz Citaro G der ASEAG an der Haltestelle Vöckelsberg

Die nächste Autobahnanschlussstelle ist „Eschweiler-Ost“ auf der A 4.
Der nächste Bahnhof an der Strecke Köln – Düren – Aachen ist „Eschweiler Hbf“, und der nächste Euregiobahn-Haltepunkt ist „Eschweiler-Talbahnhof/Raiffeisenplatz“.
Über die Haltestellen „Allensteiner Straße“ und „Vöckelsberg“ wird das Stadtviertel von der AVV-Buslinie 48 der ASEAG mit der Eschweiler Innenstadt, dem Eschweiler Bushof sowie Stolberg verbunden.
| Linie | Verlauf |
| ----- | --- |
| 48    | Stolberg Mühlener Bf – Birkengang – Donnerberg – Donnerberg Kaserne – Eschweiler Stadtwald – Waldsiedlung – Pumpe-Stich – Eschweiler Hbf – Röthgen – Odilienstraße – Krankenhaus – Eschweiler Bushof – Vöckelsberg |

## Galerie

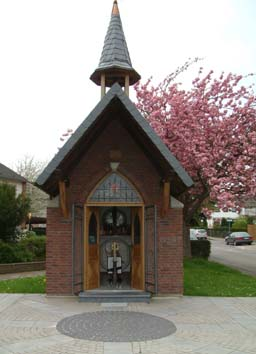
St. Longinus Kapelle an der Königsberger Straße
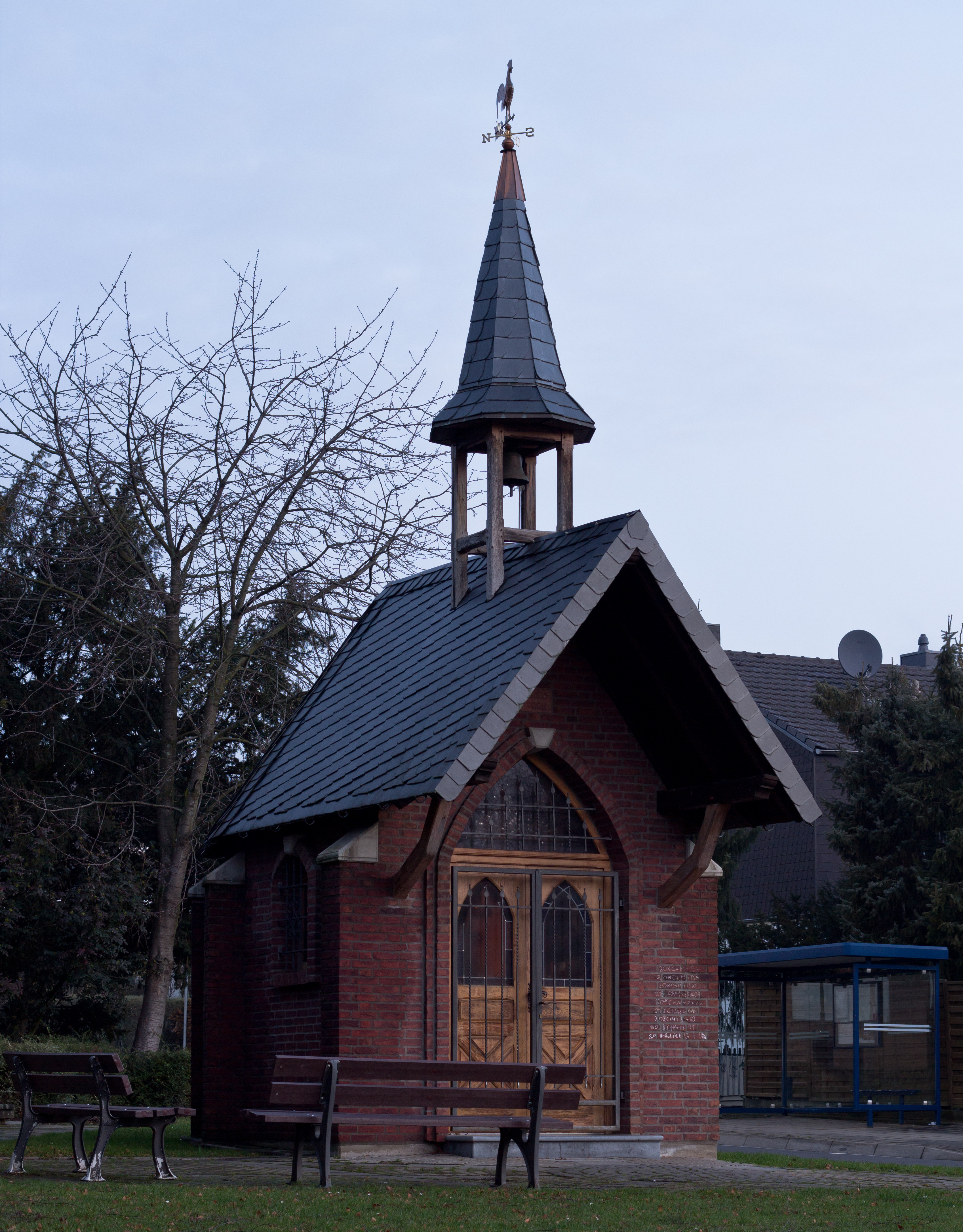
St. Longinus Kapelle mit Wetterhahn (2012)
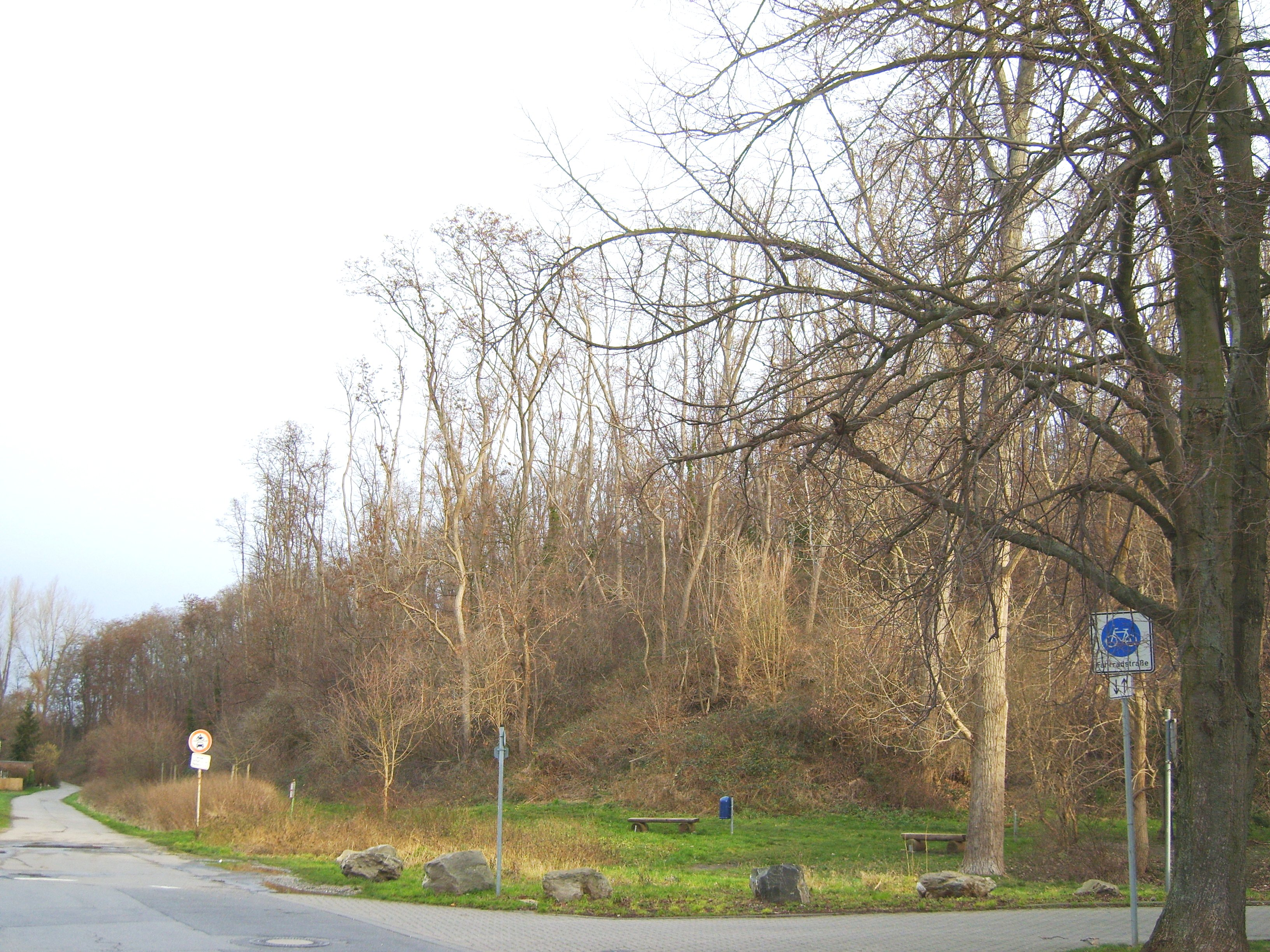
Auf der Kippe